# All Around the World Productions
All Around the World Productions (conosciuta anche come AATW) è una casa discografica britannica nata a Blackburn e fondata da Cris Nuttall e Matt Cadman. Sussidiaria di Universal Music Group, l'etichetta ha prodotto artisti di successo come Cascada, Dannii Minogue, Lost Frequencies, Martin Garrix, Alan Walker, Skepta, e possiede vari canali televisivi.

## Storia dell'etichetta
Fondata nel 1991, l'etichetta ha iniziato il suo percorso producendo vari artisti di musica elettronica britannici. Nel 1995 l'etichetta ha ottenuto il suo primo grande successo con il singolo Set You Free degli N-Trance, il quale ha raggiunto la posizione numero 2 nella Official UK Chart. Nel corso dei decenni successivi, l'etichetta si è espansa accogliendo artisti già noti come Dannii Minogue e Scooter e lanciato nuovi artisti che hanno ottenuto un successo internazionale come Cascada, Alan Walker e N-Dubz. 
Nel corso degli anni 2000 l'etichetta ha anche prodotto dei brand di compilation di musica dance quali Clubland, Rock the Dancefloor, Floorfillers, Ultimate Club Anthems, Love2Club, 100% Chilled, Ultimate NRG e Dance Mania. A partire dal 2008 l'etichetta ha anche organizzato degli eventi relativi al brand Clubland, divisi in vari tour.

## Canali televisivi
A partire dal 28 gennaio 2008, la casa discografica ha lanciato un canale televisivo chiamato Clubland TV. Il canale trasmette video musicali dance e pop sia di artisti emergenti che di artisti già famosi, oltre ad ospitare delle trasmissioni su argomenti musicali. L'etichetta possiede inoltre altri 3 canali televisivi in partnership con Now Music, rispettivamente Now70s, Now80s e Now90s.

## Artisti prodotti (parziale)
- Sigma
- Flux Pavilion
- San Holo
- Annie
- ATB
- Alan Walker
- Armin Van Buuren
- Abra Cadabra
- Agnes
- Axwell
- Alexandra Stan
- Basshunter
- Cascada
- Cash Cash
- Dannii Minogue
- Dappy
- Darren Styles
- Icona Pop
- Liz McClarnon
- Lost Frequencies
- Lucy Hale

- Martin Garrix
- Martin Solveig
- Morandi
- Mura Masa
- N-Dubz
- N-Trance
- Professor Green
- Pixie Lott
- Scooter
- Showtek
- Skepta
- Sweet Female Attitude
- Starley
- Thomas Gold
- Tiësto
- Tulisa
- Ultrabeat
- Wideboys
- Callum Beattie